# Do! Challenge
Do! Challenge é um single de Hironobu Kageyama lançado pela Nippon Columbia em 21 de junho de 1994.

## Produção
A faixa-título foi composta para ser o tema da série animada Fushigi Challenge. Era um programa educacional na Shinkenzemi (depois adquirida pela Benesse) com episódios curtos, de cinco minutos. A abertura em si tinha, apenas, cerca de 15 segundos, mas após uma pesquisa com espectadores, decidiram lançar este single e desenvolver uma versão mais longa do tema. O lado B, "Naze no Chikara", foi composto exclusivamente para este single.
A composição da música ficou com Motomy Kudo, creditado com seu nome artístico, BANANA ICE. Além de sua carreira como rapper, fundou uma gravadora (Shibaura Records). Já trabalhou como dublador e ator, e fez inúmeros trabalhos para a NHK em programas educacionais e infantis.

## Legado
Kageyama incluiu a faixa-título em várias de suas próprias coletâneas e álbuns ao vivo, como CYVOX, Power Live'95 CYVOX, e Eternity.

## Faixas
| N.º | Título                               | Letras         | Música        | Arranjo    | Duração |  |
| 1.  | "Do! Challenge"                      | Akari Kurosaki | BANANA ICE    | BANANA ICE | 4:38    |  |
| 2.  | "Naze no Chikara"                    | A. Kurosaki    | Ryo Takahashi | BANANA ICE |         |  |
| 3.  | "Do! Challenge (Original Karaoke)"   | instrumental   | BANANA ICE    | BANANA ICE | 4:38    |  |
| 4.  | "Naze no Chikara (Original Karaoke)" | instrumental   | R. Takahashi  | BANANA ICE |         |  |

## Créditos
Vocais: Hironobu Kageyama
Composição: BANANA ICE 
Letras: Akari Kurosaki 
Arranjos: BANANA ICE 